# Gabrielle Bossis
Pour les articles homonymes, voir Bossis.
Gabrielle Bossis, née le 26 février 1874 à Nantes et morte le 9 juin 1950 dans la même ville, est une écrivaine, actrice et mystique catholique française. Elle a vécu en Loire-Atlantique, à Nantes et au Fresne-sur-Loire où elle est inhumée.
Dans son ouvrage mystique Lui et Moi, elle raconte une série de dialogues avec Jésus, qui lui seraient venus comme une « voix intérieure » et qu'elle a retranscrits de 1936 à 1950, peu de temps avant sa mort.

## Biographie
Gabrielle-Rose Bossis, née à Nantes le 26 février 1874, fille d'Auguste Bossis et de Clémence Barthélemy, est la dernière de quatre enfants d'une famille aisée où on l'appelle Gaby. À six ans, elle entre à l'école des Fidèles compagnes de Jésus à Nantes. En juin 1886, elle fait sa communion. À la fin de ses études, contrairement aux attentes de ses enseignantes, elle ne rejoint pas le couvent mais mène une vie laïque, tout en restant célibataire et en développant une vie intérieure dirigée vers Dieu, devenant tertiaire franciscaine.
Pendant la Première Guerre mondiale, elle est infirmière pendant 4 ans, d'abord à l'hôpital puis sur le front près de Verdun, où elle est frappée de douleur par la mort de son neveu Jean Caron.
À partir de 1923, à la demande du curé du Fresne-sur-Loire, où elle réside l'été, elle écrit des pièces de théâtre, au contenu spirituel et joyeux combiné avec un fond moral et religieux, dans lesquelles elle joue un des rôles principaux. Ces pièces, publiées et jouées dans de nombreuses paroisses et patronages, la font connaître dans la France entière et d'autres pays en Europe, en Amérique du Nord, en Afrique du Nord et en Palestine.
Opérée en 1949 d'un cancer du sein qui se propage aux voies respiratoires, elle meurt à Nantes le 9 juin 1950.

## Voix intérieure
Le 22 août 1936, à l'âge de 62 ans, sur le paquebot Île-de-France qui l'emmène en tournée au Canada, Gabrielle Bossis entend pour la première fois une mystérieuse voix intérieure qui l'appelle « ma petite fille » et qu'elle entendra à de multiples reprises jusqu'à deux semaines avant sa mort. Elle transcrit les mots qu'elle entend, et qu'elle attribue à Jésus-Christ, dans 13 cahiers pendant 14 ans.
En 1944, elle présente ses notes à un ami jésuite, Alphonse de Parvillez, puis à l'évêque de Nantes Jean-Joseph-Léonce Villepelet et à Jules Lebreton, doyen de la faculté de théologie de Paris. En 1948, elle publie anonymement le premier des sept tomes de son journal, intitulé « LUI et moi », avec l'imprimatur et le nihil obstat de l'ordinaire du lieu, indiquant que son contenu ne contredit pas la doctrine de l'Église catholique en matière de foi ou de morale. L'ouvrage rencontre immédiatement un vif succès. La publication se poursuit sous le nom de l'auteur, après sa mort et jusqu'en 1967. Il est traduit dans plusieurs langues.

## Œuvres

### Comédies
- Le charme
- Les illusions de madame Dupont
- Le ramasseur de braise
- La marchande de larmes
- La lionne
- Âme de poupée
- Chanteuse de rue
- Les herbes folles
- Une vieille fille et treize gosses
- Les lunes de miel en reparation
- La petite veilleuse de quatre sous
- Un mari dans du coton
- Deux à Troyes et six à Sète[2]

### Ballets
- Les poupées mécaniques
- L'âme de la clairière
- La reine Marie-Amélie à Serran
- Le cirque des géants
- La femme qui a perdu son ombre
- Roses et colombes
- Les heures vécues
- Algues et brises
- Et il y avait une fois
- La femme aux yeux de myosotis
- Les boîtes à bijoux
- Les grillonnes des foyers
- Les péchés capitaux
- Six femmes pour un mari[2]

### Journal mystique
- LUI et moi : entretiens spirituels, t. 1, Editions Beauchesne, 1948, 166 p. (ISBN 978-2-7010-0479-2, lire en ligne)
- Gabrielle Bossis, LUI et moi : entretiens spirituels, t. 2, Editions Beauchesne, 1950 (ISBN 978-2-7010-0480-8)
- Gabrielle Bossis, LUI et moi : entretiens spirituels, t. 3, Editions Beauchesne, 1993 (ISBN 978-2-7010-0481-5)
- Gabrielle Bossis, LUI et moi : entretiens spirituels, t. 4, Editions Beauchesne (ISBN 978-2-7010-0482-2)
- Gabrielle Bossis, LUI et moi : entretiens spirituels, t. 5, Editions Beauchesne, 1953, 188 p. (ISBN 978-2-7010-0483-9, lire en ligne)
- Gabrielle Bossis, LUI et moi : entretiens spirituels, t. 6, Editions Beauchesne, 1957, 174 p. (ISBN 978-2-7010-0484-6, lire en ligne)
- Gabrielle Bossis, LUI et moi : entretiens spirituels, t. 7, Editions Beauchesne, 1967, 164 p. (ISBN 978-2-7010-0485-3, lire en ligne)[3]